# Z (film din 1969)

Simbolul filmului Z

Z (titlul original: în franceză Z) este un film dramatic franco-algerian, realizat în 1969 de regizorul Costa-Gavras. Este adaptarea cinematografică a romanului omonim al lui Vassílis Vassilikós, scris după asasinarea deputatului grec Grigóris Lambrákis la Salonic în mai 1963. Judecătorul de instrucție care a cercetat cazul a fost Christos Sartzetakis, ulterior președintele Republicii Grecia din 1985 până în 1990.
La festivalul filmului de la Cannes din 1969, Z a primit premiul juriului și premiul pentru interpretare masculină (Jean-Louis Trintignant). Filmul a obținut în 1970, Premiul Oscar pentru cel mai bun film străin pentru Algeria și Globul de Aur pentru cel mai bun film străin.
Protagoniștii filmului sunt actorii Jean-Louis Trintignant, Yves Montand, Irène Papas și Charles Denner. 

## Conținut
În anii '60, într-o țară mediteraneană (se sugerează aluziv că este Grecia), în contextul Războiului Rece, jandarmeria și corpurile de poliție credeau că datoria lor este de a se opune, prin toate mijloacele, mișcărilor considerate subversive, fie că este vorba de comunism, anarhism sau pacifism. 
Noul și carismaticul lider al opoziției parlamentare, poreclit „doctorul”, părăsește capitala și ajunge în marele oraș din nordul țării pentru a organiza o conferință pentru dezarmare. Chiar înainte de începerea conferinței, începe o contra-demonstrație. Au avut loc ciocniri între susținătorii doctorului și contra-demonstranți, în timp ce poliția a dat dovadă de pasivitate evidentă. Un deputat, membru al aceluiași partid ca doctorul, este bătut. Când doctorul, după discursul său, traversează piața în mijlocul confuziei, apare un scuter. În momentul trecerii pe lângă doctor, acesta s-a prăbușit. Va muri în spital din cauza rănilor la sale la cap. Prefectura a publicat imediat o declarație oficială: a fost un accident nefericit, cauzat de doi bețivi.
Un tânăr judecător de instrucție este însărcinat cu anchetarea cazului. Tânărul magistrat nu avea simpatie pentru stânga politică, nici pentru comunism, nici măcar pentru partidul doctorului. Dar sincer, vrea să facă lumină în cazului încredințat. El descoperă rapid indicii care îl determină să concluzioneze că a fost de fapt un asasinat, realizat de membrii unei organizații de extremă dreapta, CROC (combatanții regaliști ai Occidentului creștin). Mai presus de toate, în timp ce toată lumea din jurul său îi cere să adere la teza accidentului, el înțelege că întreaga poveste a fost premeditată, editată și planificată de comandanții jandarmeriei din regiune. În timpul anchetei, se dovedește că sunt implicate chiar și cele mai înalte autorități ale statului. În ciuda tuturor obstacolelor, tânărul magistrat nu a renunțat să-și continue ancheta.
Rezultatele anchetei au obligat curând autoritățile politice să accepte concluziile asupra faptelor. Ierarhia militară este acuzată că a organizat, apoi a acoperit, asasinatul. Procesul are loc, dar hotărârea este foarte clementă față de inculpați. Mai presus de toate, sancțiunile care afectează ofițeri superiori nu sunt făcute public. Acest verdict declanșează o indignare generală și guvernul demisionează. Dar, în timp ce sondajele prezic o mare victorie pentru opoziție la alegeri, militarii iau puterea.

## Distribuție
- Jean-Louis Trintignant – judecătorul de instrucție[2]
- Yves Montand – deputatul „Z”, medic, zis „doctorul”[3]
- Irène Papas – Hélène, soția deputatului
- Charles Denner – Manuel, prietenul deputatului, avocat[4]
- Bernard Fresson – Matt, prietenul deputatului, avocat
- Jean Bouise – Georges Pirou, prietenul deputatului, el însuși deputat[5]
- Jacques Perrin – jurnalistul fotograf
- Pierre Dux – generalul de jandarmerie [6]
- François Périer – procurorul
- Julien Guiomar – colonelul de jandarmerie
- Marcel Bozzuffi – Vago
- Renato Salvatori – Yago
- Georges Géret – Nick
- Magali Noël – sora lui Nick
- Andrée Tainsy – mama lui Nick
- Clotilde Joano – Shoula
- José Artur – editorul ziarului
- Gérard Darrieu – Barone, activist al CROC
- Guy Mairesse – Dumas
- Hassan El-Hassani – ofițerul de jandarmi
- Sid Ahmed Agoumi – șoferul generalului
- Jean Dasté – Ilya Coste, un șofer
- José Villa –  vânzătorul
- Maurice Baquet – zidarul care urmărește scuterul
- Henry Djanik – directorul sălii de spectacole
- Gabriel Jabbour – secretarul judecătorului de instrucție
- Georges Rouquier – procurorul general
- Habib Reda – substitutul
- Eva Simonet – Niki, fiica procurorului

## Culise
- La începutul filmului în generic apare anunțul:

„Orice asemănare cu evenimentele reale, persoanele în viață sau decedate, nu este întâmplătoare, ESTE INTENȚIONATĂ"
- „Ζ” (zeta) este inițiala cuvântului grecesc antic „ζῇ / zi”, care înseamnă „trăiește” sau „este viu”. Opozanții au scris acest simbol pe ziduri pentru a protesta împotriva asasinării lui Grigóris Lambrákis.

- Este prima parte dintr-o serie de filme politice ale lui Costa-Gavras, înainte de L’Aveu (1970), Stare de asediu (1972), Section spéciale (1975) și Missing (1982).

- În mijlocul dictaturii coloneilor, era imposibil să realizezi filmul în Grecia. Prin urmare, filmul s-a turnat în Algeria, deoarece orașul Alger, prin arhitectura sa, seamănă foarte mult cu Atena[7].

## Coloana sonoră
Costa-Gavras l-a ales pe Míkis Theodorákis, compozitor și politician grec, pentru a scrie muzica pentru film. Dar fiind întemnițat de Regimul Coloneilor din cauza opoziției sale la dictatură, a putut cu greu să contribuie la muzica filmului și l-a sfătuit pe Costa-Gavras ca muzicianul său Bertrand Gérard, să aleagă piesele pentru film. Theodorakis nu va vedea filmul până când nu va fi eliberat și exilat în Franța

## Premii și nominalizări
- 1970 - Premiile Oscar
  - cel mai bun film străin (Algeria)
  - cel mai bun montaj lui Françoise Bonnot
  - Nominalizare cel mai bun film lui Jacques Perrin și Ahmed Rachedi
  - Nominalizare cea mai bună regie lui Costa-Gavras
  - Nominalizare cel mai bun scenariu adaptat lui Costa-Gavras și Jorge Semprún
- 1970 - Golden Globe
  - cel mai bun film într-o limbă străină (Algeria)
- 1970 - Premiile BAFTA
  - cea mai bună coloană sonoră lui Mikīs Theodōrakīs
  - Nominalizare cel mai bun film
  - Nominalizare cea mai bună regie lui Costa-Gavras
  - Nominalizare cel mai bun montaj lui Françoise Bonnot
- 1969 Festivalul de la Cannes
  - Premiul juriului lui Costa-Gavras
  - Cel mai bun actor lui Jean-Louis Trintignant
  - Nominalizare Palme d'Or lui Costa-Gavras
- 1971 Kansas City Film Critics Circle Award
  - cel mai bun film străin
- 1969 - New York Film Critics Circle Award
  - cel mai bun film
  - cel mai bun regizor lui Costa-Gavras